# Secamone rubra
Secamone rubra är en oleanderväxtart som beskrevs av Klack.. Secamone rubra ingår i släktet Secamone och familjen oleanderväxter. Inga underarter finns listade i Catalogue of Life.